# Albert II Koburg

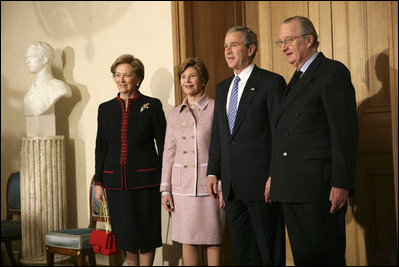
Paola, Laura Bush, George W. Bush
oraz Albert II, 2005

Albert II, król Belgów (Albert Félix Humbert Théodore Christian Eugène Marie, ur. 6 czerwca 1934 w Laeken) – król Belgów z dynastii sasko-koburskiej od 9 sierpnia 1993 do 21 lipca 2013, król Belgii od 21 lipca 2013, książę Liège (od 1934 do 1993), syn Leopolda III, króla Belgów i jego pierwszej żony, królowej Astrydy.
Albert urodził się w Laeken jako trzecie dziecko Leopolda III, króla Belgów i Astrydy, królowej Belgów.
W 1959 poślubił donnę Paolę Ruffo di Calabria, z którą ma troje dzieci: Filipa I, króla Belgów (ur. 1960), Astrid, arcyksiężną Austria-Este (ur. 1962) i księcia Wawrzyńca (ur. 1963).
Po urodzeniu otrzymał tytuł Jego Królewskiej Wysokości Księcia Liège. 9 sierpnia 1993 został królem Belgów po bezpotomnej śmierci swojego starszego brata, króla Baldwina I. 3 lipca 2013 ogłosił swoją abdykację z dniem 21 lipca z przyczyn zdrowotnych, a jego następcą został starszy syn, Filip. Albert został czwartym władcą, który w 2013 zdecydował się na abdykację (obok papieża, królowej Niderlandów i emira Kataru).

## Powiązania rodzinne
Książę Albert urodził się 6 czerwca 1934 w Zamku Stuyvenberg w Laeken w Brukseli.
Jego rodzicami byli Leopold III, król Belgów z dynastii Koburgów, władający państwem od lutego 1934 i jego żona, Astrid, urodzona w szwedzkiej rodzinie królewskiej.
Jego dziadkami byli ze strony ojca Albert I, król Belgów i jego żona, Elżbieta, księżniczka Bawarii; natomiast ze strony matki Karol, książę Västergötlandu z dynastii Bernadotte i jego żona, Ingeborga, pochodząca z duńskiej rodziny królewskiej.
29 sierpnia 1935 jego matka zginęła w wypadku samochodowym w Küssnacht w Szwajcarii. 11 września 1941 jego ojciec poślubił Mary Lilian Baels, później księżną de Réthy.
Ma starszą siostrę Józefinę Szarlottę, wielką księżną Luksemburga, starszego brata Baldwina I, króla Belgów oraz troje przyrodniego rodzeństwa z drugiego małżeństwa ojca: księcia Aleksandra, księżniczkę Marię Krystynę i księżniczkę Marię Esmeraldę.
Książę otrzymał swoje imię na cześć dziadka ze strony ojca, króla Alberta I, który zginął w wypadku podczas wspinaczki górskiej w lutym 1934.

### Religia
Został ochrzczony w kościele rzymskokatolickim w czerwcu 1934 w kościele św. Jakuba na Coudenbergu w Brukseli. Jego rodzicami chrzestnymi zostali książę Feliks z Luksemburga i Elżbieta, królowa Belgii (jego babka ze strony ojca).

### Edukacja
Kształcił się w szkołach w Niemczech, gdzie przez część II wojny światowej internowano rodzinę królewską. Po wojnie kontynuował edukację w Genewie.
W młodości był oficerem marynarki. Przebywał w ośrodkach szkoleniowych w Stanach Zjednoczonych. W 1958 otrzymał godność senatora. Sprawował wiele funkcji honorowych, był m.in. honorowym przewodniczącym Izby Handlu Zagranicznego i prezesem Belgijskiego Czerwonego Krzyża. Zarządzał również prywatnym majątkiem rodziny królewskiej.
9 sierpnia 1993 roku po śmierci bezpotomnego brata Baldwina I został królem Belgów.
21 lipca 2013 roku podpisał akt abdykacyjny i zrzekł się tronu na rzecz swojego syna Filipa I.

## Życie prywatne
Albert, wówczas książę Liège, w listopadzie 1958 roku uczestniczył w ceremonii koronacji papieża Jana XXIII w Watykanie, gdzie podczas uroczystości w ambasadzie belgijskiej poznał donnę Paolę Ruffo di Calabria, pochodzącą z Włoch, najmłodszą córkę Fulco, księcia Ruffo di Calabria i jego żony, Luisy. Książę oświadczył się po miesiącu znajomości, 6 grudnia. Dwa miesiące później przedstawił narzeczoną swojej rodzinie, a ich zaręczyny ogłoszono oficjalnie 13 kwietnia 1959.
15 kwietnia 1960 w Zamku Belvédère w Laeken urodziło się pierwsze dziecko księcia i księżnej Liège, książę Filip Leopold Ludwik Maria z Belgii (Philippe Léopold Louis Marie). Od 1999 jego żoną jest Matylda, mają czworo dzieci. 21 lipca 2013 zasiadł na tronie Belgii po abdykacji swojego ojca. 
Jedyna córka pary książęcej, księżniczka Astryda Józefina-Szarlotta Fabrycja Elżbieta Paola Maria z Belgii (Astrid Joséphine-Charlotte Fabrizia Elisabeth Paola Maria), przyszła na świat 5 czerwca 1962 w Zamku Belvédère w Laeken. W 1984 poślubiła arcyksięcia Wawrzyńca z Austrii-Este, z którym ma pięcioro dzieci.
19 października 1963 książę i księżna po raz trzeci zostali rodzicami; ich młodszy syn, książę Wawrzyniec Benedykt Baldwin Maria z Belgii (Laurens Benedikt Boudewijn Maria), urodził się 19 października 1963 w Laeken. W 2003 zawarł związek małżeński z Klarą Coombs i mają troje dzieci.
22 lutego 1968 w Brukseli urodziła się jego młodsza córka, Delfina Boël (Delphine Michèle Anne Marie Ghislaine), której matką jest dawna kochanka króla, baronowa Sybilla de Selys Longchamps (pozostawali w relacji przez osiemnaście lat). Wychowana została jako legalne dziecko męża matki, Jakuba Boël. W październiku 1999 osiemnastoletni uczeń z Flandrii opublikował książkę zatytułowaną Paola, van 'la dolce vita' tot koningin (nieautoryzowaną biografię królowej Paoli), w której zasugerował istnienie nieślubnej córki króla Belgów. Pałac Królewski zdementował, jakoby rzekomym dzieckiem była Boël. W 2005 Delfina udzieliła wywiadu dla stacji France 3, w którym przyznała, że dowiedziała się o swoim biologicznym ojcu od matki, gdy skończyła osiemnaście lat i kontaktowała się z królem, który odmówił pomocy Sybilli, nękanej przez dziennikarzy; ponadto miał powiedzieć do Boël: Nie jesteś moją córką. W czerwcu 2013 założyła sprawę sądową o ustalenie ojcostwa, pozywając księcia Filipa i księżną Astrydę (król nie mógł zostać pozwany, ponieważ chronił go immunitet). Po abdykacji Alberta włączyła do procesu również jego. W marcu 2017 sąd uznał roszczenia Boël jako nieuzasadnione i oddalił sprawę. Delfina złożyła odwołanie, a w listopadzie 2018 nakazano królowi dostarczenie próbek swojego DNA w celu zaprzeczenia lub ustalenia ojcostwa. W maju 2019 orzeczono, że za każdy dzień zwłoki w podaniu próbki Albert zapłacił karę w wysokości pięciu tysięcy euro. 27 stycznia 2020 król wydał oficjalne oświadczenie, w którym uznał Delfinę za swoje dziecko. Kobieta nie ma prawa do dziedziczenia belgijskiego tronu, ale przysługuje jej część majątku ojca. 1 października 2020 belgijski sąd wydał orzeczenie, w którym nadał Delfinie oraz jej dzieciom tytuł Ich Królewskich Wysokości Książąt Belgii.

## Odznaczenia
- Wielka Wstęga Orderu Leopolda (Belgia)
- Krzyż Wielki Orderu Gwiazdy Afryki (Belgia)
- Krzyż Wielki Orderu Lwa (Belgia)
- Krzyż Wielki Orderu Korony (Belgia)
- Krzyż Wielki Orderu Leopolda II (Belgia)
- Order Domowy Złotego Runa (Austria, Dom Habsburgów)
- Wielka Gwiazda Odznaki Honorowej za Zasługi dla Republiki Austrii
- Order Słonia (1968, Dania)[10]
- Krzyż Wielki Orderu Dannebroga (Dania)
- Order św. Michała (Francja, Dom Burbonów)
- Order Złotego Runa (Hiszpania)
- Łańcuch Orderu Karola III (Hiszpania)[11]
- Kawaler Krzyża Wielkiego Orderu Oranje-Nassau (Holandia)
- Wielki Krzyż ze Złotą Łańcuchem Orderu Witolda Wielkiego (Litwa)
- Krzyż Wielki Orderu Trzech Gwiazd (Łotwa)
- Krzyż Wielki Orderu Świętego Karola (Monako)[12]
- Krzyż Wielki Orderu Świętego Olafa (Norwegia)
- Order Orła Białego (Polska)
- Krzyż Wielki Wojskowego Orderu Aviz (Portugalia)[13]
- Łańcuch Orderu Infanta Henryka (Portugalia)[13]
- Stopień Specjalny Krzyża Wielkiego Orderu Zasługi Republiki Federalnej Niemiec (RFN)
- Królewski Order Serafinów (Szwecja)
- Honorowy Rycerz Krzyża Wielkiego Królewskiego Orderu Wiktoriańskiego (Wielka Brytania)
- Order Annuncjaty (Włochy)
- Kawaler Krzyża Wielkiego Udekorowany Wielką Wstęgą Orderu Zasługi Republiki Włoskiej (Włochy)
- Krzyż Wielki Orderu Zasługi Zakonu Kawalerów Maltańskich (Zakon Maltański)
- Krzyż Wielki Orderu Zakonu Rycerskiego Grobu Bożego w Jerozolimie (Watykan)

## Genealogia

### Przodkowie
| Osoba                  | Rodzice                  | Dziadkowie                        | Pradziadkowie                     |
| Albert II, król Belgii | Leopold III, król Belgii | Albert I, król Belgów             | Filip, hrabia Flandrii            |
| Albert II, król Belgii | Leopold III, król Belgii | Albert I, król Belgów             | Maria Luiza, hrabina Flandrii     |
| Albert II, król Belgii | Leopold III, król Belgii | Elżbieta, królowa Belgów          | Karol, książę Bawarii             |
| Albert II, król Belgii | Leopold III, król Belgii | Elżbieta, królowa Belgów          | Maria Józefa, księżna Bawarii     |
| Albert II, król Belgii | Astryda, królowa Belgów  | Karol, książę Västergötlandu      | Oskar II, król Szwecji i Norwegii |
| Albert II, król Belgii | Astryda, królowa Belgów  | Karol, książę Västergötlandu      | Zofia, królowa Szwecji i Norwegii |
| Albert II, król Belgii | Astryda, królowa Belgów  | Ingeborga, księżna Västergötlandu | Fryderyk VIII, król Danii         |
| Albert II, król Belgii | Astryda, królowa Belgów  | Ingeborga, księżna Västergötlandu | Luiza, królowa Danii              |

### Potomkowie
| Dzieci                                   | Wnuki                                                | Prawnuki                                           |
| Filip I, król Belgów (1960-)             | Elżbieta, księżna Brabancji (2001-)                  |                                                    |
| Filip I, król Belgów (1960-)             | Książę Gabriel z Belgii (2003-)                      |                                                    |
| Filip I, król Belgów (1960-)             | Książę Emmanuel z Belgii (2005-)                     |                                                    |
| Filip I, król Belgów (1960-)             | Księżniczka Eleonora z Belgii (2008-)                |                                                    |
| Astrid, arcyksiężna Austria-Este (1962-) | Arcyksiążę Amadeusz z Austria-Este (1986-)           | Arcyksiężniczka Anna Astrid z Austria-Este (2016-) |
| Astrid, arcyksiężna Austria-Este (1962-) | Arcyksiążę Amadeusz z Austria-Este (1986-)           | Arcyksiążę Maksymilian z Austria-Este (2019-)      |
| Astrid, arcyksiężna Austria-Este (1962-) | Arcyksiężniczka Maria Laura z Austria-Este (1988-)   |                                                    |
| Astrid, arcyksiężna Austria-Este (1962-) | Arcyksiążę Joachim z Austria-Este (1991-)            |                                                    |
| Astrid, arcyksiężna Austria-Este (1962-) | Arcyksiężniczka Luiza Maria z Austria-Este (1995-)   |                                                    |
| Astrid, arcyksiężna Austria-Este (1962-) | Arcyksiężniczka Letycja Maria z Austria-Este (2003-) |                                                    |
| Książę Wawrzyniec z Belgii (1963-)       | Księżniczka Ludwika z Belgii (2004-)                 |                                                    |
| Książę Wawrzyniec z Belgii (1963-)       | Książę Mikołaj z Belgii (2005-)                      |                                                    |
| Książę Wawrzyniec z Belgii (1963-)       | Książę Emeryk z Belgii (2005-)                       |                                                    |
| Księżniczka Delfina z Belgii (1968-)     | Księżniczka Józefina z Belgii (2003-)                |                                                    |
| Księżniczka Delfina z Belgii (1968-)     | Książę Oskar z Belgii (2008-)                        |                                                    |